# Seymour Fogel
Pour les articles homonymes, voir Fogel.
Seymour Fogel (24 août 1911 – 4 décembre 1984) était un artiste moderne américain qui produisit des œuvres abstraites et expressionnistes.